# إمبراطور النمسا
إمبراطور النمسا أو قيصر النمسا (بالألمانية: Kaiser von Österreich) كان حاكم إمبراطورية النمسا ولاحقًا الإمبراطورية النمساوية المجرية. لقب وراثي إمبراطوري واستحدث هذا المنصب بعد رفع فرانتس الثاني (عضو من أسرة هابسبورغ-لورين) وضع النمسا من أرشدوقية إلى إمبراطورية في 1804 كرد على تتويج نابليون بونابرت نفسه كإمبراطور، بحيث كانت النمسا جزءاً من مملتكات العائلة إلى جانب المجر وبوهيميا، وبعد 1867 نتيجةً التسوية أصبحت المجر دولة ذات سيادة وبذلك أصبح تعبيراً عن ذلك الإمبراطورية النمسا-المجر واستمرت على هذا المنوال حتى تخلى كارل الأول عن السلطة في 1918. احتفظ الإمبراطور بلقب أرشدوق النمسا. زوجات الأباطرة حملن لقب الإمبراطورة في حين احتفظ بقية أفراد العائلة بلقب أرشيدوق.

## الأسلاف
كان أعضاء مجلس النواب النمساوي، سلالة هابسبورغ، الأباطرة الرومان المقدسون المنتخبين منذ عام 1438 (باستثناء فترة استراحة لمدة خمس سنوات منذ عام 1740 وحتى عام 1745) وأقام معظمهم في فيينا. وهكذا فإن مصطلح «الإمبراطور النمساوي» قد يظهر في النصوص التي تتناول الفترة التي سبقت عام 1804، عندما لم تكن هناك إمبراطورية نمساوية. في هذه الحالات، تعني كلمة النمسا النظام الملكي المركب الذي تحكمه الأسرة الحاكمة، وليس الدولة. كانت ماريا تيريزا حالة خاصة، حملت اللقب الإمبراطوري بصفتها زوجة فرانسيس الأول (حكم 1745-1765)، لكنها كانت هي نفسها ملكة الأراضي الوراثية النمساوية والتي تضم بوهيميا والمجر.

## الإمبراطور
في مواجهة اعتداءات نابليون الأول، الذي أعلنه الدستور الفرنسي في 18 مايو 1804 «إمبراطور فرنسا»، خشي فرانسيس الثاني على مستقبل الإمبراطورية الرومانية المقدسة وتمنى الحفاظ على مكانته الإمبراطورية وعائلته في حالة حل الإمبراطورية الرومانية المقدسة. لذلك، استحدث في 11 أغسطس 1804 لنفسه ولخلفائه كرؤساء منزل هابسبورغ-لورين لقبًا جديدًا هو «إمبراطور النمسا». لمدة عامين، حمل فرانسيس لقبين إمبراطوريين: كونه الإمبراطور الروماني المقدس فرانسيس الثاني، و«بفضل الله» إمبراطور النمسا فرانسيس الأول.
في عام 1805، تعرض الجيش النمساوي لهزيمة مذلة في معركة أوسترليتز، وشرع نابليون المنتصر في تفكيك الرايخ القديم (الذي كان في هذا الوقت مجرد اتحاد كونفدرالي عاجز) من خلال التحفيز أو الضغط على العديد من الأمراء الألمان لضم اتحاد الراين لأراضيهم في يوليو. أدى هذا إلى إعلان فرانسيس الثاني/الأول في 6 أغسطس 1806 حل الرايخ، والتنازل عن التاج الإمبراطوري الذي صُنع في النصف الثاني من القرن العاشر (المعروض اليوم في خزانة قصر هوفبورغ في فيينا).
منذ عام 1806 فصاعدًا، كان فرانسيس إمبراطور النمسا فقط. كان لديه ثلاثة خلفاء -فرديناند الأول، وفرانز جوزيف الأول، وكارل الأول- قبل تفكك الإمبراطورية في عام 1918. لم تقم حفلة تتويج قط، إذ إن وريث العرش يصبح إمبراطورًا لحظة وفاة سلفه أو تنازله عن العرش. كان رمز الإمبراطور النمساوي التاج الخاص للأسرة التي يعود تاريخها إلى رودولف الثاني (حكم منذ عام 1576 وحتى عام 1612).

## الأسرة والبلاط
كانت وظيفة الإمبراطور على غرار البابوية العلمانية. لذلك، كان الهدف العام هو إظهار عظمة الملك وكرامته لرعاياه ولملوك ودول أخرى. حكمت حياته وحاشيته قواعد صارمة للغاية طوال الوقت.

### الأسرة الإمبراطورية
صُنف أعضاء آل هابسبورغ على أنهم أمراء وأميرات للدم الإمبراطوري، مع اللقب الفخري (الأرشيدوق أو الأرشيدوقة). يجب أن يوافق الإمبراطور على لقبهم الدائم ورحلاتهم إلى الخارج.
كل من أراد الزواج من أرشيدوق أو أرشيدوقة سلالة هابسبورغ يجب أن ينحدر من أسرة حاكمة حاليًا أو سابقًا، كما هو منصوص عليه في قانون الأسرة الخاص بأسرة الملك الأعلى، الصادر عن فرديناند الأول في عام 1839. وإلا فإن الزواج يكون زواجًا «أعسرًا»، ويسمى زواج مرغنطي، مع استبعاد نسل الزوجين من أي حق تملكه أسرة هابسبورغ. (جرت مواجهة مشاكل مثل هذه الحالة عندما تزوج الأرشيدوق فرانتس فرديناند من النمسا، وريث العرش المفترض، من كونتيسة بسيطة في عام 1900).
لإدارة التداعيات السياسية للأسرة الإمبراطورية بعد عام 1867، عين الإمبراطور والملك (وزير إمبراطوري وملكي للإمبراطورية والأسرة الملكية والشؤون الخارجية)، أحد الوزراء الثلاثة المشتركين في النمسا والمجر. في عهد فرانسيس الأول، غطى كليمنس فون مترنيش جداول الأعمال هذه والعديد من الجداول الأخرى، والتي تحمل العنوان (مستشار مجلس النواب والبلاط والدولة).

## أباطرة
| أباطرة النمسا                   |  | | |                                     |
| فرانتس الثاني 11 أغطس 1804–1835 |  | 12 فبراير 1768 فلورنسا ابن ليوبولد الثاني إمبراطور روماني مقدس وماريا لويزا من إسبانيا الأكبر                                  | (1) إليزابيث من فورتمبيرغ 6 يناير 1788 فيينا ابنة واحدة (2) ماريا تيريزا من نابولي وصقلية 15 سبتمبر 1790 فيينا أثنى عشر ابنا (3) ماريا لودفيكا من النمسا-إستي 6 يناير 1808 فيينا ليس لديهم أبناء (4) كارولين أوغستا من بافاريا 29 أكتوبر 1816 فيينا ليس لديهم أبناء | 2 مارس 1835 فيينا العمر 67          |
| فرديناند الأول 1835–1848        |  | 19 أبريل 1793 فيينا ابن فرانز الأول وماريا تيريزا من نابولي الأكبر                                                             | ماريا آنا من سافوي 27 فبراير 1831 فيينا ليس لديهم أبناء | 29 يونيو 1875 براغ العمر 82         |
| فرانتس يوزف الأول 1848–1867     |  | 18 أغسطس 1830 قصر شونبرون ابن فرانز كارل من النمسا وصوفي من بافاريا الأكبر حفيد الإمبراطور فرانز الأول وماريا تيريزا من نابولي | إليزابيث من بافاريا 24 أبريل 1854 أوغسطينيركريخ أربعة أبناء | 21 نوفمبر 1916 قصر شونبرون العمر 86 |
| أباطرة النمسا-المجر             |  | | |                                     |
| فرانتس يوزف الأول 1867–1916     |  | 18 أغسطس 1830 قصر شونبرون ابن فرانز كارل من النمسا وصوفي من بافاريا الأكبر حفيد الإمبراطور فرانز الأول وماريا تيريزا من نابولي | إليزابيث من بافاريا 24 أبريل 1854 أوغسطينيركريخ أربعة أبناء | 21 نوفمبر 1916 قصر شونبرون العمر 86 |
| كارل الأول 1916–12 نوفمبر 1918  |  | 17 أغسطس 1887 بيرزنبورغ-غوتيزدورف ابن فرانز أوتو من النمسا وماريا يوزفا من ساكسونيا                                            | زيتا من بوربون-بارما 21 أكتوبر 1911 قلعة شوارزو ثمانية أبناء | 1 أبريل 1922 ماديرا العمر 34        |

على الرغم من أن كارل الأول لم يتنازل عن الحكم في 1918 إلا أنه واصل في إدعاءاته في عروش ممتلكات العائلة من النمسا والمجر وبوهيميا حتى وفاته في 1922، ومن ثَّم واصل ابنه أوتو بالمطالبة من بعده حتى تنازله في 2007 لصالح ابنه البكر كارل، أوتو توفي في 2011، وفيما بيدو الوريث الواضح هو ابن كارل الذكر الوحيد فرديناند زفونيمير.